# Sztuka i Naród
Sztuka i Naród – polski miesięcznik literacki wydawany konspiracyjnie w Warszawie w latach 1942–1944, w czasie II wojny światowej, związany z Konfederacją Narodu.

## Historia
„Sztuka i Naród” było jedynym wychodzącym regularnie w czasie okupacji niemieckiej pismem literackim.
Pierwszy numer ukazał się 2 kwietnia 1942 roku, jako miesięcznik, cena jednego egzemplarza wynosiła 3 zł, a liczył on 22 strony. Początkowo pismo miało formę zeszytów powielanych, od jesieni 1943 roku było drukowane.
Łącznie ukazało się 16 numerów (w 12 zeszytach, ostatni w lipcu 1944 roku). Większość nakładu ostatniego numeru spłonęła w czasie powstania warszawskiego w powielarni.
Funkcję redaktora naczelnego pełnili kolejno:
1. Bronisław Onufry Kopczyński (ps. „Stefan Barwiński”) – do aresztowania w nocy z 8 na 9 stycznia 1943 r.; zmarł na Majdanku 5 kwietnia 1943 roku;
2. Wacław Bojarski (ps. „Jan Marzec”, „Wojciech Wierzejski”, „Marek Zalewski”) – ranny 25 maja 1943, zmarł 5 czerwca 1943 roku;
3. Andrzej Trzebiński (ps. „Stanisław Łomień”, „Paweł Późny”) – aresztowany 6.11, rozstrzelany 12 listopada 1943 roku;
4. Tadeusz Gajcy (ps. „Karol Topornicki”, „Roman Oścień”) – do ostatniego numeru.

Twórcami pierwszych numerów pisma byli B.O. Kopczyński, Andrzej Trzebiński, Wacław Bojarski.
W 2. numerze ogłoszono konkurs poetycki – zgłaszane wiersze miały być przekazywane kolporterom pisma. Do jury weszły także osoby spoza redakcji: Józef Stachowski i Jerzy Zagórski.
Laureatami zostali:
- 1. nagroda – 100 zł – Wacław Bojarski za wiersz Ranny różą,
- 2. nagroda – 30 zł – Witold Kozłowski (ps. „Parvo”) za wiersz Trubadur,
- 3. nagroda – 20 zł – Tadeusz Gajcy za wiersz Wczorajszemu.

Po konkursie tym do redakcji dołączyli Tadeusz Gajcy i Zdzisław Stroiński (ps. „Marek Chmura”). Pismo stało się ośrodkiem, wokół którego skupiła się grupa młodych, debiutujących dopiero w czasie wojny, twórców. Należeli do niej poza wymienionymi także: Kazimierz Winkler (ps. „Andrzej Augustowski”, zamieszczał rysunki pod ps. „August”), Stanisław Marczak (ps. „Juliusz Oborski”) – późniejszy redaktor „Drogi”, Wojciech Mencel (ps. „Paweł Janowicz”), Stanisław Ziembicki (ps. „Józef Błażej”), Roman Bratny (właściwie Roman Mularczyk), Lesław Bartelski (ps. „Lesław Gierut”), Tadeusz Sołtan, początkowo także Zbigniew Łoskot – malarz. W spotkaniach redakcji, które przybierały postać dyskusji na tematy artystyczne i polityczne, uczestniczyły też inne osoby, w tym Halina Marczak (ps. „Natalia”), potem żona Bojarskiego, oraz Bronisław Wojciechowski.
W serii wydawniczej Biblioteka „Sztuki i Narodu” ukazały się trzy tomy poezji:
1. Karol Topornicki (Tadeusz Gajcy), Widma, 1943. (nakład 200 egz.)
2. Marek Chmura (Zdzisław Stroiński), Okna, 1943. (nakład 125 egz.) – ze względów konspiracyjnych opatrzony nr 4.
3. Karol Topornicki (Tadeusz Gajcy), Grom powszedni, 1944. (nakład 400 egz.)

## Profil pisma
Pismo opatrzone było mottem z Norwida: Artysta jest organizatorem wyobraźni narodowej.
Zamieszczane w nim były utwory literackie: poetyckie i prozatorskie, artykuły publicystyczne, szkice historyczno-literackie i krytycznoliterackie. Zawierało bardzo dużo recenzji – żywo reagowało na ukazującą się w podziemiu produkcje literacką. Posiadało także dział nekrologów oraz dział satyryczny.
Publicystyka "Sztuki i Narodu" chętnie posługiwała się takimi pojęciami jak imperium, kultura imperialna, rewolucja kulturalna, pochwała siły i czynu. Na łamach pisma pojawiła się między innymi idea imperium słowiańskiego (w jednym z numerów znajdowała się mapka takiego imperium) będącego federacją narodów słowiańskich pod przewodnictwem Polski (której granice obejmować miały większość terenów obecnej Białorusi). Narody te miały przeciwstawiać swą wspólną siłę dominacji Rosji i Niemiec. W koncepcjach politycznoustrojowych powoływano się na hasło uniwersalizmu – w którym widziano trzecią drogę pomiędzy totalitaryzmem a liberalną demokracją. (A. Trzebiński, Metoda złotego szczytu, ks. Józef Warszawski Uniwersalizm w kulturze, „SiN” 1943, nr 70)
Twórcy należący do kręgu „SiN”-u krytycznie oceniali międzywojnie – nie tylko literaturę, ale atmosferę duchową, intelektualną i polityczną. (A. Trzebiński, Polska fantastyczna, T. Gajcy Już nie potrzebujemy, „SiN” 1943, nr 11-12). Dla młodych wkraczających w dorosłe życie i w literaturę w okresie okupacji – będącej doświadczeniem ekstremalnym, literatura poprzedników była bezpośrednim negatywnym punktem odniesienia. Z największą krytyką spotykała się tradycja i twórczość Skamandrytów, ale ataki nie omijały także awangardy – Już nie potrzebujemy – tytuł artykułu Gajcego oddawał najlepiej stosunek młodych do literatury dwudziestolecia, której zarzucano ideową i moralną miałkość, „bebechowatość”, kult subiektywnego i osobistego widzenia, brak siły, mocy, która sprostać by mogła wyzwaniom rzeczywistości. Profesor Stanisław Bereś w rozmowie z "Kulturą Liberalną" podkreśla jednak, że pomimo ostrej krytyki poetów Skamandra ze strony przedstawicieli „SiN”, ich szacunkiem oraz sympatią cieszył się Jarosław Iwaszkiewicz, z którym poeci konsultowali swoje wiersze. 
Wśród intelektualnych patronów – nie traktowanych bynajmniej całkiem bezkrytycznie – znajdowali się m.in. Stanisław Brzozowski i Karol Irzykowski, a spośród poetów przede wszystkim Józef Czechowicz. W umiłowaniu groteski, w widzeniu jej jako jedynego właściwie języka, którym dramat może mówić o rzeczywistości (a dramat uznany został za najdoskonalszą, a właściwie za jedyną moralną formę wypowiedzi literackiej – A. Trzebiński, Pokolenie liryczne i dramatyczne, „SiN” 1942, nr 5), widoczne były z kolei wpływy Witkacego. Poszukiwanie w języku groteski właściwej formy wypowiedzi o rzeczywistości charakterystyczne było zresztą dla całego pokolenia, nie tylko dla twórców związanych ze środowiskiem „SiN”-u.
Odrzucenie dwudziestolecia implikowało postulat stworzenia nowej świadomości kulturalnej, Stąd hasła rewolucji kulturalnej i pomysł stworzenia ponad podziałami politycznymi i organizacyjnymi Ruchu Kulturowego. W ideę tę zaangażowany był przede wszystkim trzeci z redaktorów „Sztuki i Narodu” – Andrzej Trzebiński (A. Trzebiński, W klimacie kultury imperialnej, „SiN” 1943, nr 13). Był on też współautorem deklaracji ideowej Ruchu, która wydrukowana została nr 14/15 „SiN”-u z grudnia 1943 – stycznia 1944.
Pismo wzbudzało (i wzbudza do dziś) wiele kontrowersji, mających związek przede wszystkim z używaną na jego łamach imperialną i nacjonalistyczną frazeologią oraz z protektoratem wywodzącej się z RNR - Falanga i Konfederacji Narodu. Niemniej uważane jest za jedno z bardziej istotnych i inspirujących zjawisk w podziemnym życiu literackim.